# Обыкновенная безволоска
Обыкновенная безволоска (лат. Psila fimetaria) — насекомое семейства Psilidae.
Муха длиной 8-9 миллиметров. Тело красновато-жёлтого цвета покрыто чёрными щетинками. Крылья прозрачные. Глаза фасеточные, большие. Усики короткие, третий членик округлый или овальный. Ноги длинные. Как и у всех видов рода Psila, самцы не имеют утолщённых бёдер на задних лапках, а самки имеют простой яйцеклад.
Вид распространён в центральной Европе. Фитофаг. Держится на траве и кустарнике. Взрослые особи мало активны. Личинки развиваются на осоке. Превращение полное. В год 1-2 поколения.